# Henry Lawson

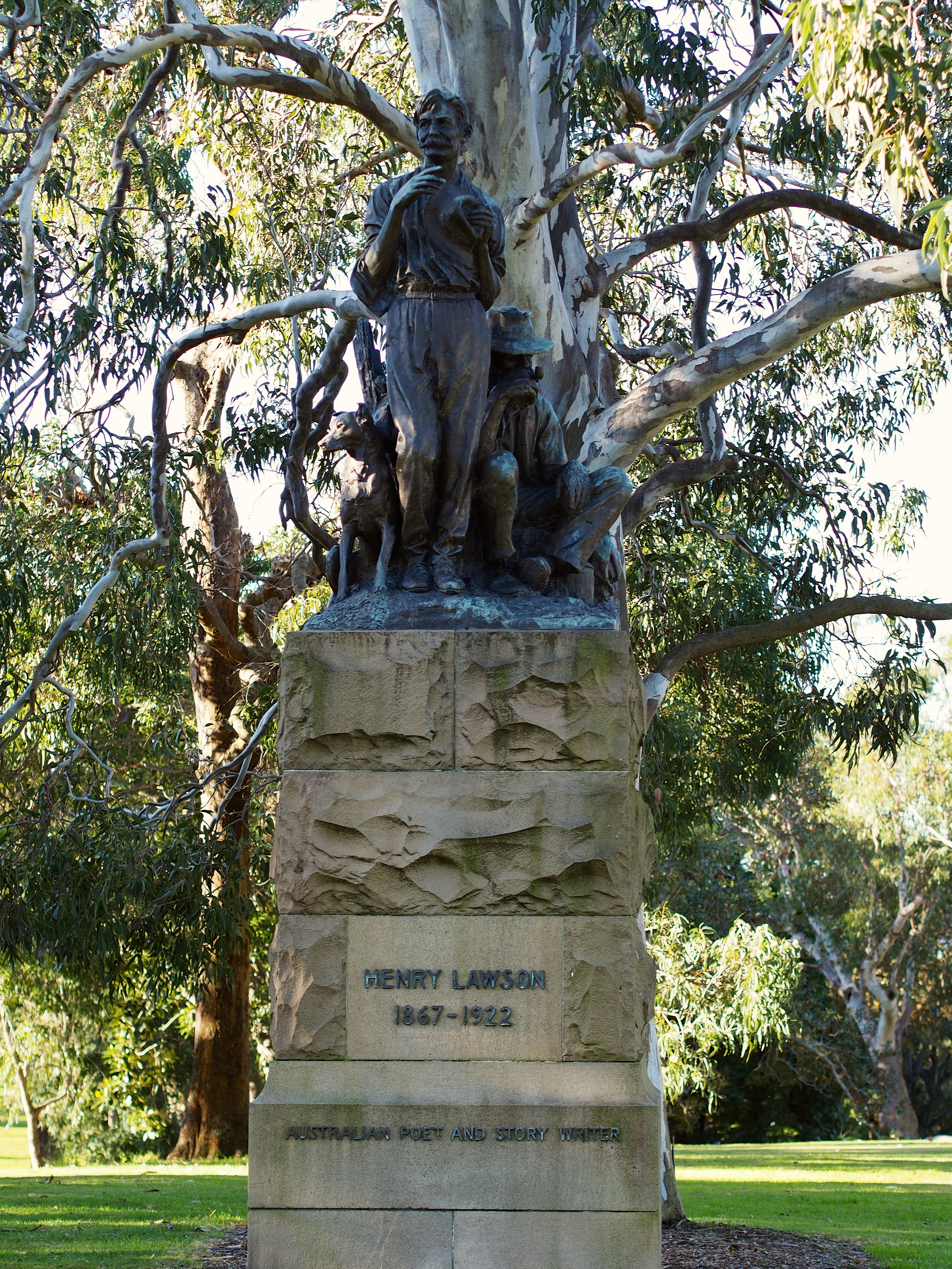
Pomnik Henry’ego Lawsona w Sydney

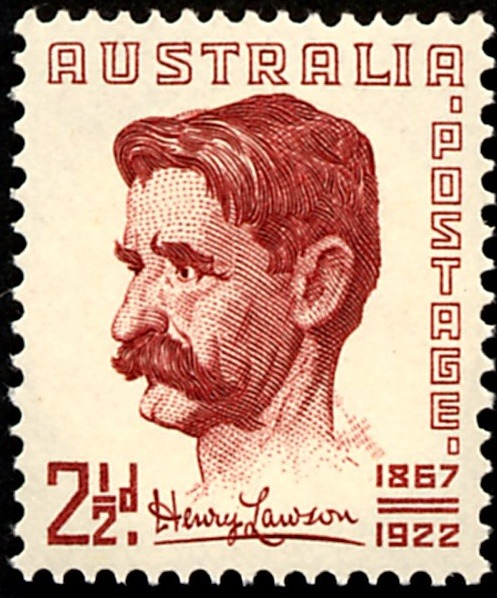
Australijski znaczek pocztowy, wyemitowany w 1949 roku

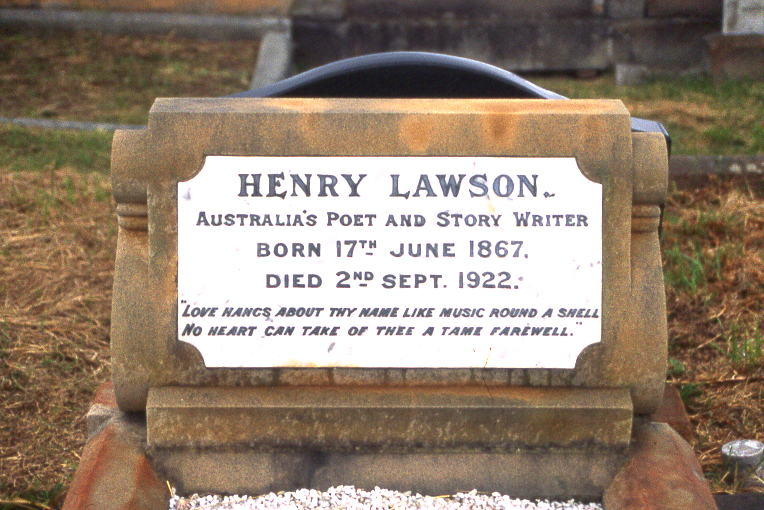
Grób Lawsona na Waverley Cemetery

Henry Archibald Hertzberg Lawson (ur. 17 czerwca 1867 w Grenfell, zm. 2 września 1922 w Sydney) – australijski pisarz i poeta.

## Życiorys
Ojcem Henry’ego Lawsona był urodzony w Norwegii Niels (Peter) Hertzberg Larsen, który w 1855 roku, po wielu podróżach, przybył do Melbourne, gdzie trwała gorączka złota. W Australii spotkał Luisę Albury, którą poślubił 7 lipca 1866 w Mudgee. Miał wówczas 32 lata, podczas gdy jego żona 18. Ich nazwisko uległo anglicyzacji i zostało przekształcone na Lawson.
Henry był pierwszym z czwórki ich dzieci. Ze względu na częstą nieobecność ojca, spadało na niego wiele obowiązków związanych z opieką nad rodzeństwem. Był przy tym dzieckiem nieśmiałym i introwertycznym. W 1876 roku zaczął uczęszczać do publicznej szkoły w Eurunderee. W tym samym roku infekcja ucha spowodowała, że częściowo utracił słuch. Wada ta pogłębiała się przez następne pięć lat i doprowadziła do tego, że Henry Lawson był już głuchy jako czternastolatek.
Przez pewien czas pomagał ojcu, który pracował na budowach w okolicach Gór Błękitnych. W tym czasie jego matka wyprowadziła się do Sydney, gdzie udzielała się w ruchu feministycznym i sufrażystowskim. W 1883 wezwała syna do siebie. Henry podjął pracę malarza pokojowego, a równocześnie starał się uzupełnić edukację na kursach wieczorowych. Nie udało mu się jednak zdać egzaminów.
W tym czasie podjął pierwsze próby literackie, pod wpływem znajomych matki jego pierwsze wiersze były zaangażowane politycznie. Pierwszym opublikowanym utworem był wiersz A Song of the Republic, który ukazał się w czasopiśmie The Bulletin 1 października 1887. W 1891 roku Gresley Lukin zaproponował mu pracę w wydawanym w Brisbane czasopiśmie Boomerang. Lawson przeniósł się do Brisbane i publikował zarówno w Boomerang, jak i wydawanym przez Williama Lane'a The Worker. W październiku 1891 Boomerang, ze względu na problemy finansowe, zrezygnował z jego usług i Lawson wrócił do Sydney.
W latach 1890–1895 był związany z Mary Gilmore, w jej wspomnieniach pojawia się nawet wzmianka o nieoficjalnych zaręczynach, nie zachowały się jednak żadne dowody ich planów małżeńskich.
W 1892 roku The Bulletin wysłał go w podróż z do Bourke, która zaowocowała licznymi utworami m.in. krytykującymi romantyczną wizję australijskiego buszu, reprezentowaną przez Banjo Patersona.
15 kwietnia 1896 poślubił Berthę Bredt (1876-1957), córkę wpływowej działaczki politycznej Berthy McNamara. Mieli dwoje dzieci – Josepha i Berthę. Małżeństwo nie było szczęśliwe. W kwietniu 1903 Bertha złożyła wniosek o separację.
Lawson był alkoholikiem. Kilkakrotnie przebywał w szpitalu psychiatrycznym. W 1902 roku usiłował popełnić samobójstwo. Był kilkakrotnie aresztowany za zaleganie ze spłatą alimentów na dzieci. Gdy stał się praktycznie niezdolny do samodzielnego funkcjonowania, zaopiekowała się nim przyjaciółka – Isabel Byers. W 1920 roku Commonwealth Literary Fund przyznał mu zasiłek w wysokości 1 funta tygodniowo. Zmarł w wyniku udaru mózgu 2 września 1922. Został pochowany 4 września 1922 na Waverley Cemetery. Jego pogrzeb miał charakter pogrzebu państwowego, dotąd zastrzeżonego dla gubernatorów i wysokich urzędników państwowych.

## Twórczość
- Short Stories in Prose and Verse (1894, zbiór opowiadań i wierszy)
- While the Billy Boils (1896, opowiadania)
- In the Days When the World was Wide and Other Verses (1896, wiersze)
- Verses, Popular and Humorous (1900, wiersze)
- On the Track (1900, opowiadania)
- Over the Sliprails (1900, opowiadania)
- On the Track, and, Over the Sliprails (1900, opowiadania)
- Popular Verses (1900, wiersze)
- Humorous Verses (1900, wiersze)
- The Country I Come From (1901, opowiadania)
- Joe Wilson and His Mates (1901, opowiadania)
- Children of the Bush (1902, opowiadania, wiersze)
- When I Was King and Other Verses (1905, wiersze)
- The Elder Son (1905, wiersze)
- When I Was King (1905, wiersze)
- The Romance of the Swag (1907, opowiadania)
- Send Round the Hat (1907, opowiadania)
- The Skyline Riders and Other Verses (1910, wiersze)
- The Rising of the Court and Other Sketches in Prose and Verse (1910, opowiadania, wiersze)
- For Australia and Other Poems (1913, wiersze)
- Triangles of Life and Other Stories (1913, opowiadania)
- My Army, O, My Army! and Other Songs (1915, wiersze)
- Song of the Dardanelles and Other Verses (1916, wiersze)
- Selected Poems of Henry Lawson (1918, wiersze)